# Antonio Donnarumma
Pour les articles homonymes, voir Donnarumma.
Antonio Donnarumma, né le 7 juillet 1990 est un footballeur italien évoluant au poste de gardien de but à l'US Salernitana.
Il est le grand frère de Gianluigi Donnarumma, lui aussi gardien de but et international italien.

## Biographie

### Carrière en club

#### Formation au Milan AC et prêts
Antonio grandit à Santa Maria Charity jusqu'à l'âge de quinze ans où il est formé dans l'académie de football du SSC Naples avant de rejoindre le centre de formation de l'AC Milan. Il passe par toutes les équipes de jeunes et remporte quelques titres avant d'être appelé plusieurs fois en équipe première à partir de 2008 sans toutefois jouer.
Lors de la saison 2010-2011, il est prêté au Plaisance Calcio qui évolue en Serie B où il joue quelques matchs. Il est de nouveau prêté la saison suivante à l'AS Gubbio, toujours en Serie B où il est numéro un et prend part à trente-neuf rencontres.

#### Départ au Genoa CFC
Il quitte finalement le club en 2012 sans avoir jamais joué en équipe première et rejoint le Genoa CFC. Il n'y joue qu'une rencontre lors des deux premières saisons et se retrouve prêté au FC Bari en série B où il retrouve du temps de jeu avant de perdre sa place de titulaire qui revient au gardien de l'année précédente Enrico Guarna.

#### Expérience en Grèce
Lors de l'été 2016, et après une nouvelle saison sans jouer, il rejoint le PAE Asteras en Grèce pour trois saisons. Il joue son premier match avec le club grec le 27 octobre 2017 face au Viera NPS en coupe de Grèce. Il fait ses débuts en championnat trois jours plus tard.

#### Retour en Italie
Il retrouve son club formateur à l'été 2017 en tant que troisième gardien, derrière son jeune frère Gianluigi et le vétéran Marco Storari. Le club lombard a déboursé une indemnité de transfert légèrement inférieure à un million d'euro pour une durée de quatre saisons. Antonio a été recruté dans le but de satisfaire son jeune frère et le garder au club. Dès son arrivée, il est présent sur le banc des remplaçants le 20 août 2017 lors d'une victoire trois buts à zéro face au FC Crotone. Il joue son premier match avec le Milan AC le 27 décembre 2017 face à l'Inter Milan lors d'une victoire en prolongation en quarts de finale de Coupe d'Italie. Le 22 février 2018 il est pour la première fois titulaire en coupe d'Europe lors d'une victoire en seizièmes de finale retour de la Ligue Europa contre Ludogorets. Le 9 mai 2018, il est sur le banc lors de la finale de la Coupe d'Italie perdue quatre buts à zéro face à la Juventus.
Il quitte le club en 2021, en fin de contrat après seulement trois matchs joués en quatre saisons et rejoint au Calcio Padoue en Serie C où il est titulaire.
En 2024, il revient en Serie A, en signant au Torino FC en tant que doublure.

## Statistiques
| Saison                | Club                           | Championnat           | Championnat | Championnat | Coupe(s) nationale(s) | Coupe(s) nationale(s) | Supercoupe | Supercoupe | Compétition(s) continentale(s) | Compétition(s) continentale(s) | Compétition(s) continentale(s) | Coppa Serie C | Coppa Serie C | Barrages | Barrages | Total | Total |
| Saison                | Club                           | Division              | M.          | B.          | M.                    | B.                    | M.         | B.         | Comp.                          | M.                             | B.                             | M.            | B.            | M.       | B.       | M.    | B.    |
| 2010-2011             | Plaisance Calcio (prêt)        | Serie B               | 2           | 0           | 2                     | 0                     | -          | -          | -                              | -                              | -                              | -             | -             | 1        | 0        | 5     | 0     |
| 2011-2012             | AS Gubbio 1910 (prêt)          | Serie B               | 37          | 0           | 2                     | 0                     | -          | -          | -                              | -                              | -                              | -             | -             | -        | -        | 39    | 0     |
| 2014-2015             | Football Club Bari 1908 (prêt) | Serie B               | 25          | 0           | 2                     | 0                     | -          | -          | -                              | -                              | -                              | -             | -             | -        | -        | 27    | 0     |
| 2012-2013             | Genoa CFC                      | Serie A               | 1           | 0           | 0                     | 0                     | -          | -          | -                              | -                              | -                              | -             | -             | -        | -        | 1     | 0     |
| 2013-2014             | Genoa CFC                      | Serie A               | 0           | 0           | 0                     | 0                     | -          | -          | -                              | -                              | -                              | -             | -             | -        | -        | 0     | 0     |
| 2015-2016             | Genoa CFC                      | Serie A               | 0           | 0           | 0                     | 0                     | -          | -          | -                              | -                              | -                              | -             | -             | -        | -        | 0     | 0     |
| Sous-total            | Sous-total                     | Sous-total            | 1           | 0           | -                     | -                     | -          | -          | -                              | -                              | -                              | -             | -             | -        | -        | 1     | 0     |
| 2016-2017             | PAE Asteras Tripolis           | Superleague           | 21          | 0           | 2                     | 0                     | -          | -          | -                              | -                              | -                              | -             | -             | -        | -        | 23    | 0     |
| 2017-2018             | Milan AC                       | Serie A               | 0           | 0           | 1                     | 0                     | -          | -          | C3                             | 1                              | 0                              | -             | -             | -        | -        | 2     | 0     |
| 2018-2019             | Milan AC                       | Serie A               | 0           | 0           | 0                     | 0                     | 0          | 0          | C3                             | 0                              | 0                              | -             | -             | -        | -        | 0     | 0     |
| 2019-2020             | Milan AC                       | Serie A               | 0           | 0           | 1                     | 0                     | -          | -          | -                              | -                              | -                              | -             | -             | -        | -        | 1     | 0     |
| 2020-2021             | Milan AC                       | Serie A               | 0           | 0           | 0                     | 0                     | -          | -          | C3                             | 0                              | 0                              | -             | -             | -        | -        | 0     | 0     |
| Sous-total            | Sous-total                     | Sous-total            | 0           | 0           | 2                     | 0                     | -          | -          | -                              | 1                              | 0                              | -             | -             | -        | -        | 3     | 0     |
| 2021-2022             | Calcio Padoue                  | Serie C               | 35          | 0           | 0                     | 0                     | -          | -          | -                              | -                              | -                              | 3             | 0             | 6        | 0        | 44    | 0     |
| 2022-2023             | Calcio Padoue                  | Serie C               | 37          | 0           | 1                     | 0                     | -          | -          | -                              | -                              | -                              | 0             | 0             | 2        | 0        | 40    | 0     |
| 2023-2024             | Calcio Padoue                  | Serie C               | 34          | 0           | -                     | -                     | -          | -          | -                              | -                              | -                              | 0             | 0             | 2        | 0        | 36    | 0     |
| Sous-total            | Sous-total                     | Sous-total            | 106         | 0           | 1                     | 0                     | -          | -          | -                              | -                              | -                              | 3             | 0             | 10       | 0        | 120   | 0     |
| 2024-2025             | Torino FC                      | Serie A               | 0           | 0           | 0                     | 0                     | -          | -          | -                              | -                              | -                              | -             | -             | -        | -        | 0     | 0     |
| Total sur la carrière | Total sur la carrière          | Total sur la carrière | 192         | 0           | 11                    | 0                     | -          | -          | -                              | 1                              | 0                              | 3             | 0             | 11       | 0        | 218   | 0     |

## Palmarès

### En club
Avec les jeunes de l'AC Milan, il remporte la Coupe d'Italie Primavera en 2010.  
Il est finaliste de la Coupe d' Italie avec le Milan AC en 2018 et de la Supercoupe d'Italie en 2019. 